# Hans Hyan
Jean Louis „Hans“ Hyan (* 2. Juni 1868 in Berlin; † 6. Januar 1944 ebenda) war ein deutscher Kabarettist, Gerichtsreporter und Schriftsteller. Er verfasste vor allem Kriminalromane, aber auch Drehbücher.

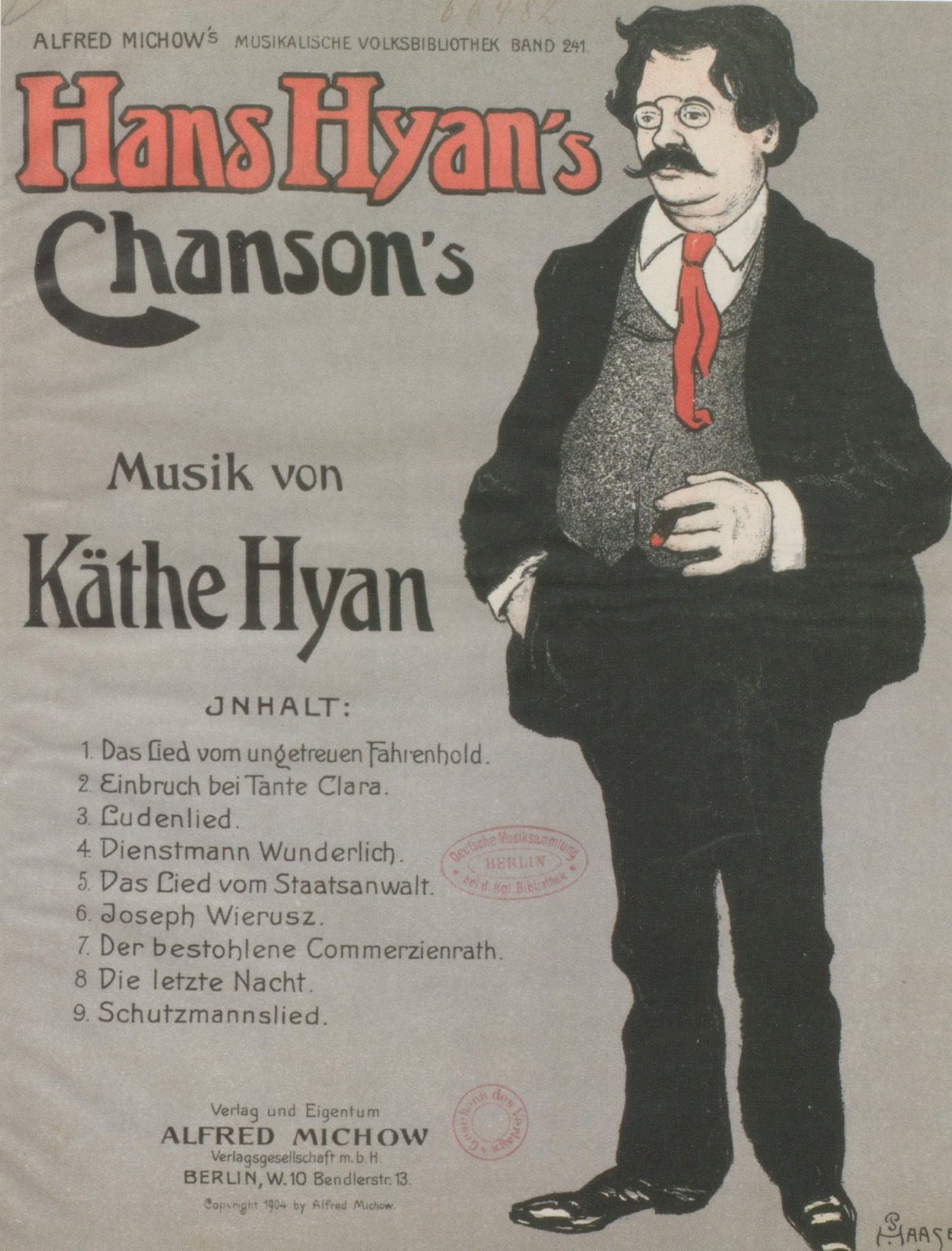
Paul Haase: Titelblatt zu Hans Hyans Chansons. Musik von Käthe Hyan. Verlag Alfred Michow

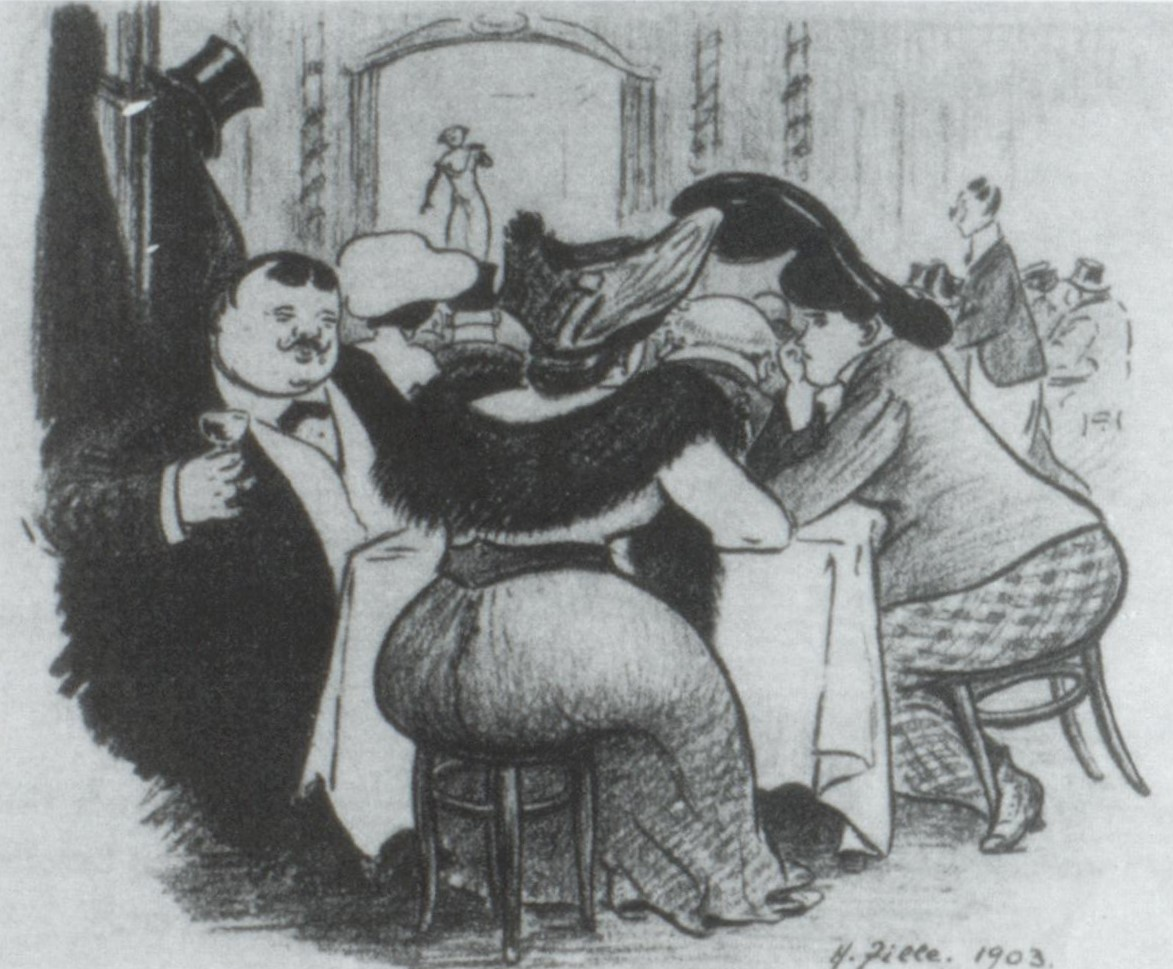
Heinrich Zille: Gäste in der Silbernen Punschterrine (1903)

## Leben
Hyan war der Sohn des Kaufmanns Albert Jules Hermann Hyan und dessen Ehefrau Anne Marie Claire, geborene Hartmann. Er besuchte das Gymnasium in Prenzlau, Brandenburg. 1901 hob er in Berlin das Kabarett „Zur Silbernen Punschterrine“ aus der Taufe, das bis 1904 bestand. Im Vortrag erinnerte der Kabarettist an Aristide Bruant, von dem er auch Texte las. Hyan war liberal und sozialkritisch eingestellt. In Maßen schlug sich das auch in den zahlreichen Kriminalromanen nieder, die er nach seiner Bühnenzeit schrieb. Hyan verfasste zudem ab 1913 Drehbücher für Filme, trat darin mehrmals als Darsteller auf und führte auch  Regie. Kürschners Deutscher Literatur-Kalender berichtet von über 70 Filmen für die Zeit bis 1932. 
Sybille Buske bezeichnet Hyan auch als „Sexualreformer“. Offenbar trug er zu Studien über (Homo)sexualität bei.
Hyan war von 1898 bis 1919 mit Käthe Hyan (1875–1958) verheiratet, die seine Liedtexte vertonte und auf der Laute begleitete. Ein Enkel Hyans war der Maler Jacques D. Hyan (1937–2008). Laut diesem war sein Großvater mit Heinrich Zille befreundet, der auch für Hyan illustriert habe.
Hyans Nachlass befindet sich in der Berliner Akademie der Künste.

## Werke
- Spitzbuben, Roman, 1899
- Die Flugmaschine, Roman, Berlin 1901
- Der falsche Mandarin, Roman, 1901
- Johannistrieb, Roman, 1901
- Gold, Roman, 1902
- Welt und Halbwelt, Roman, 1902
- Lumpengesindel, Roman, 1902
- Überbrettl, Roman, 1903
- Mörder, Roman, 1903
- Bilder aus dem Berliner Leben, Roman, 1903
- Der schöne Meyer, Roman, 1904
- Draga, Roman, 1904
- Dufte Jungens, Roman, 1904
- Aute mit'n Ast und andere Berliner Geschichten, Novellen, 1904
- Die beiden Knipser, Drama, 1904
- Die kleine Kammer, Drama, 1904
- Tausend Mark Belohnung, Roman, 1905
- Armesünder, Novellen, 1906
- Roman einer Prinzessin, 1906
- Aus der Tiefe des Lebens, Verbrechergeschichten, Berlin 1906
- Der Hauptmann von Köpenick, eine schaurig-schöne Geschichte vom beschränkten Untertanenverstande, illustrierter Gedichtband, 1906[9]
- Ein genialer Schwindler, Roman, 1906
- Der blasse Albert, Erzählungen, 1907
- Das Mädchen mit den 1000 Erinnerungen, Erzählungen, 1907
- Schwere Jungen, Großstadt-Dokumente Bd. 28, 1907, urn:nbn:de:kobv:109-1-7013459, digitalisiert von: Zentral- und Landesbibliothek Berlin, 2014.
- Erbschleicher, Roman, 1907
- Spieler, Roman, 1907
- Der Juwelenhändler, Roman, 1907
- Der verlorene Sohn, Roman, 1907
- Der Millionenschwindler: Ein Berliner Börsenroman, Berlin 1907
- Der neue Reichstag, Dichtung, 1907
- Der Hauptmann von Köpenick, Dichtung, 1907
- Kaschemmenwilly, Dichtung, 1907
- Der Fürst der Diebe und seine Liebe, Dichtung, 1907
- Die Spitzenkönigin, Roman, 1908
- Der Mann mit den Gorillaaugen, Roman, 1908
- Va banque, Kriminalroman, Berlin 1908
- Sherlock Holmes als Erzieher, 1909[10]
- Der Klapperstorch, Dichtung, 1910
- Die Verführten, Roman, München 1911 (Zahlreiche Auflagen)[11], verfilmt 1919 unter demselben Titel
- Hüter der Unschuld, Erzählungen, 1911
- Försters Lene und andere Kriminal-Erzählungen, Berlin 1912
- Lehrer Mathiessen, Roman, Berlin 1912
- Sternickel: Ein Verbrecherleben, Berlin 1913
- Schlossermaxe: Posse mit Gesang in 4 Akten, Berlin 1913
- 1000 Mark Belohnung, Kriminalroman, Berlin 1913
- Der Polizeiagent und andere Kriminalgeschichten, Berlin 1913
- Der Giftmischer, Kriminalgeschichte, Berlin 1913
- Der gepfändete Bräutigam, Lustige u. Gaunergeschichten, Berlin 1914
- Der Familienschmuck, Kriminalgeschichten, Berlin 1914
- Diana: Geschichten aus Busch und Heide, Leipzig 1914
- Helden aus dem großen Krieg 1914/1915, Berlin 1915
- Die Edelsteinsammlung, Kriminal-Roman, Berlin 1915
- Schwerter und Rosen, Kriegsroman, Berlin 1915
- Die schöne Blonde, Kriminalroman, Berlin 1915
- Das Abenteuer des Staatsanwalts, Roman, Berlin 1915
- Zwischen Tag und Traum, Kriminal-Roman, Berlin 1916
- Der Massenmörder und anderes, München 1916
- Der große Unbekannte und andere Kriminalgeschichten, Leipzig 1916
- Der Juwelenhändler, Kriminalroman, Leipzig 1917
- Der falsche Schein, Erzählungen, Berlin 1917
- Die Spitzenkönigin, Kriminal-Roman, Leipzig 1917
- Auf der Kippe, Geschichten aus der Großstadt, Berlin 1917 160 S. ab 23–32 Tausend 144 S
- Aus vergessenen Akten, Roman, Berlin 1918
- Verbrechen und Strafe im neuen Deutschland, Berlin 1919
- Feuer fiel vom Himmel, Roman, Berlin 1919
- Berliner Gefängnisse, Berlin 1920
- Die nicht arbeiten wollen, Roman, Berlin 1920
- Hüter der Unschuld, Leipzig 1920
- Ich räche Dich!, Kriminalroman, Hamburg 1920
- Sündenbabel, Roman, Berlin 1921
- Diabolus, Roman, Berlin 1922
- Auf dem Asphalt und anderes, Leipzig 1922[12]
- Auf Leben und Tod, Erinnerungen deutscher Kriminalisten I, Leipzig 1923
- Tiermenschen, Erinnerungen deutscher Kriminalisten II, Leipzig 1924
- Der Brandstifter, Roman, Berlin 1924 (Neue Titelaufl. von Lehrer Mathiessen)
- Galgenvögel, Geschichten, Berlin 1924
- Massenmörder Haarmann, Eine kriminalistische Studie, Bonn 2019 (zuerst Berlin 1924). ISBN 978-3-95421-153-1.
- Der Kavalier mit der Tuberose, Kriminalnovellen, Leipzig 1925
- Der Rächer, 1925?
- Fiffi und Hektor: Ein Handbuch für Hundefreude. Alle Rassen, wie man sie pflegt, erzieht und nährt, Berlin 1927
- Ein phantastischer Lügner, Roman, Berlin 1927
- Der Kriminalhund und seine Leistungen, Augsburg 1927
- Die flammende Nacht, Roman, Berlin 1928
- Feuer!, Roman, Berlin 1928
- Ich finde dich, Kriminalroman, Berlin 1928
- Die Somnambule, Kriminalroman, Berlin 1929
- Strafsache van Geldern, Kriminalroman, Berlin 1930 (1932 verfilmt, Drehbuch von Hyan[13])
- Sexualmörder in Düsseldorf, 1930 ?[14]
- Fahrende Leute, Roman, Berlin 1931
- Der Gang unter der Erde, Kriminalroman, Berlin 1933
- Der Tod der Tänzerin, Kriminalroman, Leipzig 1935
- Die Rosen von Waldau, Roman, 1935
- Der König der Manege, Roman, Berlin 1938
- Eines Tages kommt das Glück, Roman, 1938
- Das Rätsel von Ravensbrok, Kriminalroman, Böhmisch-Leipa 1943
- Mord im Bankhaus Lindström, 1949 (posthum), überarbeitete Fassung von Der Gang unter der Erde
- Jesellschaftsspiele. Berliner Erlebnisse. Mit einem Essay hrsg. von Martin A. Völker, Berlin: Anthea Verlag, Juli 2021.

## Film
1. Drehbuch (Auswahl)  
- 1913: Eine gefährliche Frau
- 1914: Das Millionen-Halsband
- 1915: Der falsche Schein
- 1916: Diebe – und Liebe
- 1916: Das Licht im Dunkeln
- 1919: Der Einbrecher wider Willen
- 1922: Zwischen Tag und Traum
- 1932: Strafsache van Geldern

2. Regie
- 1915 	Der Onkel aus Amerika (GECD #31063) PAGU

3. Darsteller:
- 1912 	Die Moral von der Geschicht (Rolle: Polizist) (GECD #41840)

- 1915 Der falsche Schein(Rolle: Kriminalbeamter) (GECD #21784) PAGU

- 1915	Nur eine Lüge  (GECD #30934) PAGU

- 1915 	Der Onkel aus Amerika (GECD #31063) PAGU